# Нова Деревня (Белебеївський район)
Нова Дере́вня (рос. Новая Деревня, башк. Новая Деревня) — присілок у складі Белебеївського району Башкортостану, Росія. Входить до складу Єрмолкинської сільської ради.
Населення — 17 осіб (2010; 38 в 2002).
Національний склад:
- чуваші — 79 %